# الاتحاد الرياضي بجبل الجلود
الاتحاد الرياضي بجبل الجلود (عرف سابقا باسم الجمعية الرياضية للاتحاد)، وهو نادي كرة قدم تونسي أسسه الزعيم فرحات حشاد سنة 1947، وتعتبر إحدى الجمعيات المنضوية تحت لواء الاتحاد العام التونسي للشغل. تم تغيير اسم النادي من الجمعية الرياضية للاتحاد إلى الاتحاد الرياضي بجبل الجلود و أبقي على أحرف الاختصار (ASI). ينشط النادي على أرضية ملعب المنصف بالخير.

## الملعب
يلعب النادي مبارياته على أرضية ملعب المنصف بالخير المعروف أيضا باسم الملعب البلدي بجبل جلود، تم تسمية الملعب باسم المنصف بالخير، لاعب رمزي سابق للفريق، توفي على أرضية الميدان في 1995. تبلغ سعة الملعب 500 متفرج. جرى تجديد الملعب بتركيب عشب صناعي بدأ العمل به في 20 مارس 2019 بدلا عن الأرضية الترابية. يتم بناء غرف ملابس جديدة في نهاية عام 2021.

## الإدارة

### الرؤساء
| - 1955–1958: مقداد السنوسي - 1995–1996: التيجاني بالطيب - 1996–1997: محمود مفتاح - 1998–1999: عبد الكريم معاوية | - 2000–2001: محمد مولاي علي - 2001–2002: خميس صقر - 2002–2005: صلاح الدين صباحي - 2006-2010 رشيد الشايب - 2010–2016: منصف الهمامي |

### المدربون
| - محمد غرس الله (1965–1966) - كمال هلال (1966 1967) - العربي سوداني (1970–1972) - الماجري هنية (1976–1977) - الشاذلي درويش ثم أحمد الصغير (1979–1980) - الشاذلي درويش (1980–1981) - أحمد الصغير (1981–1983) - بكار بن ميلاد وأحمد الأخضر (1983–1984) - الشاذلي درويش ثم أحمد بن ميلاد (1984–1985) - بكار بن ميلاد (1985–1986) - جمال الدين الناوي (1986–1987) | - عبد العزيز بن ميلاد وفوزي الغراسي (1993–1994) - فوزي الغراسي (1994–1995) - نزار خنفير ثم عز الدين الجمني (1995–1996) - فوزي الغراسي (1996–1997) - عبيد مشالله (1997–1999) - عمر العامري (1987–1988) - عبد المجيد قوبانتيني (1988–1989) - محي الدين حبيطة وسليم بن زيد (1989–1990) - حسان الصرياتي (1990–1991) - يوسف بن علي (1991–1993) | - شاكر مفتاح (1999–2000) - إبراهيم الجمني (2000–2002) - يوسف بن إبراهيم (2002–2003) - عبد الكريم شيخ روحه (2003–2004) - لطفي السماعلي ثم إبراهيم الجمني (2004–2005) - نوفل بن خليفة (2005–2006) - سهيل خشروم (2007–2008) - بلحسن التونسي ثم خالد موراي (2008–2009) - لطفي العياري محمد الطبوبي (2009–2010) - عز الدين الجمني (2010–2011) |

## المسيرة الكروية
| - 1948–1949: الرابطة السادسة - 1949–1950 : الرابطة الخامسة - 1950–1955 : تجميد النشاط - 1955–1958 : الرابطة الرابعة - 1958–1960 : الرابطة الثالثة - 1960–1962 : الرابطة الرابعة - 1962–1965 : الرابطة الثالثة - 1965–1968 : الرابطة الرابعة | - 1975–1983 : الرابطة الثالثة - 1983–1985 : الرابطة المحترفة الثانية - 1985–1988 : الرابطة الثالثة - 1988–1992 : الرابطة الرابعة - 1970–1973 : الرابطة الرابعة - 1973–1974 : الرابطة الثالثة - 1974–1975 : الرابطة الرابعة - 1968–1970 : الرابطة الثالثة | - 1992–1995 : الرابطة الثالثة - 1995–1999 : الرابطة المحترفة الثانية - 1999–2000 : الرابطة الثالثة - 2000–2003 : الرابطة الرابعة - 2003–2012 : الرابطة الخامسة - 2012–2014 : الرابطة الثالثة - 2015–201.. : الرابطة الخامسة |

## الشعار

شعار الاتحاد العام التونسي للشغل اتخذ منه شعار النادي.
شعار النادي، اتحذ منذ تأسيسه.

## مقالات ذات صلة
- جبل الجلود

## روابط خارجية
- الاتحاد الرياضي بجبل جلود على موقع كووورة